# 阿克马尔·汗
阿克马尔·汗（Akmal Khan，1929年11月11日—1967年6月11日）是一名巴基斯坦的电影演员和歌手。

## 早期生活
在1929年11月11日，一个孩子出生在拉合尔的老城墙，并被评为 穆罕默德 阿西夫·坎。引人注目的婴儿很快成为家庭的蓝眼睛，他的父母有收入的一个不起眼的来源因而不能够给他良好的教育平台。因此，作为青少年，他朝这是由他的年龄的同伴当时其中包括风筝和鸽子饲养进行的活动偏离。

## 早期事业
阿斯夫汗曾经脱离了他的青少年支架，他开始意识到他迷人而有魅力的个性。跟随他的哥哥阿吉马尔的脚步声，当时是当时着名的演员，成为一个演员，以领先为理由成为阿斯夫汗最顶尖的幻想。当时进入运动形象的魔术世界并不容易，以至于确保电影制片人和电影节的接受是一个艰难的冒险。所以，而不是进入行动领域，他可以进入行业 化妆师通过他当时在电影界认出的电影是M. Ajmal的兄弟。不久之后，他获得了电影摄影师和艺术家自己的要求。

## 外部連結
- 阿克马尔·汗在互联网电影资料库（IMDb）上的資料（英文）